# Markt Erlbach
Markt Erlbach er en købstad (markt) i den mittelfrankiske Landkreis Neustadt an der Aisch-Bad Windsheim i den tyske delstat Bayern.

## Geografi
Markt Erlbach er med et areal på 61 km² den femtestørste kommune i Landkreisen. Kommunen ligger i de skovrige områder på Frankenhöheplateauet. Navnet kommer fra vandløbet Erlenbach, der har sit udspring i kommunen.

### Nabokommuner
Nabokommuner er (med uret, fra nord):
- Emskirchen
- Wilhermsdorf
- Neuhof an der Zenn
- Trautskirchen
- Bad Windsheim
- Ipsheim
- Dietersheim
- Neustadt an der Aisch.

### Inddeling
I kommunen ligger følgende landsbyer og bebyggelser:
| - Altselingsbach - Altziegenrück - Blümleinsmühle - Buchen - Eschenbach - Fallhaus - Haaghof - Hagenhofen - Haidt | - Holzmühle - Häringsmühle - Jobstgreuth - Kappersberg - Kemmathen - Klausaurach - Knochenhof - Kotzenaurach - Linden | - Losaurach - Markt Erlbach - Mettelaurach - Mittelmühle - Morbach - Mosbach - Oberulsenbach - Pilsenmühle - Rimbach | - Röschenmühle - Siedelbach - Waldhaus - Wasserhaus - Wilhelmsgreuth - Ziegelhütte |